# Сан Морело (Козенца)
Сан Морело је насеље у Италији у округу Козенца, региону Калабрија.
Према процени из 2011. у насељу је живело 235 становника. Насеље се налази на надморској висини од 337 м.